# Christian Oviedo
Christian Oviedo Calvo (Alajuela, 25 de agosto de 1978) es un exjugador de fútbol costarricense y Director técnico. Jugaba de centrocampista defensivo y su club de despedida fue la Liga Deportiva Alajuelense. Actualmente, es el director técnico del Santa Ana Fútbol Club de la Segunda División de Costa Rica. 
Debutó en la Primera División con la Asociación Deportiva Carmelita el 3 de diciembre de 1997 en un partido Alajuelense 2 - Carmelita 0. Su debut con la selección de fútbol de Costa Rica se produjo el 14 de junio de 2004 y su último partido con la Selección fue en el año 2009.

## Clubes

### Como jugador
| Club                           | País       | Año         |
| ------------------------------ | ---------- | ----------- |
| Asociación Deportiva Carmelita | Costa Rica | 1997 - 2000 |
| Club Sport Herediano           | Costa Rica | 2000 - 2002 |
| Santos de Guápiles             | Costa Rica | 2002-2003   |
| Club Sport Herediano           | Costa Rica | 2003 - 2005 |
| Liga Deportiva Alajuelense     | Costa Rica | 2005 - 2014 |

### Como Director Técnico
| Club                     | País       | Año         |
| ------------------------ | ---------- | ----------- |
| Club Sport Once de Abril | Costa Rica | 2018        |
| Municipal Liberia        | Costa Rica | 2020 - 2021 |
| AD Santa Rosa            | Costa Rica | 2021 - 2022 |
| Santa Ana Fútbol Club    | Costa Rica | 2023 - 2025 |
| Santa Ana Fútbol Club    | Costa Rica | 2025 - act. |

## Palmarés

### Como jugador
Títulos Nacionales 
| Título                         | Club              | País       | Año  |
| ------------------------------ | ----------------- | ---------- | ---- |
| Primera División de Costa Rica | L. D. Alajuelense | Costa Rica | 2010 |
| Primera División de Costa Rica | L. D. Alajuelense | Costa Rica | 2011 |
| Primera División de Costa Rica | L. D. Alajuelense | Costa Rica | 2011 |
| Supercopa de Costa Rica        | L. D. Alajuelense | Costa Rica | 2012 |
| Primera División de Costa Rica | L. D. Alajuelense | Costa Rica | 2012 |
| Primera División de Costa Rica | L. D. Alajuelense | Costa Rica | 2013 |

### Títulos internacionales
| Título                       | Equipo        | País                       | Año  |
| ---------------------------- | ------------- | -------------------------- | ---- |
| Copa Interclubes de la Uncaf | Centroamérica | Liga Deportiva Alajuelense | 2005 |

### Como Director Técnico
Títulos Nacionales 
| Título                         | Club                | País       | Año     |
| ------------------------------ | ------------------- | ---------- | ------- |
| Segunda División de Costa Rica | Municipal Santa Ana | Costa Rica | 2023-24 |